# Christian Monteil
Pour les articles homonymes, voir Monteil.
Christian Monteil, né le 14 octobre 1946 à Larzac (Dordogne), est un homme politique français. Il est conseiller départemental (anciennement général) de la Haute-Savoie de 1991 à 2021 et président du conseil général puis départemental de 2008 à 2021.

## Biographie

### Jeunesse et formation
Originaire du Périgord, il suit des études de formateur agricole. Il est ensuite embauché dans une maison familiale rurale et devient en 1971 le directeur de la MFR de Cruseilles. En 1981, il devient directeur départemental chargé des douze établissements haut-savoyards. Il sera vice-président national, puis membre du bureau de l'Association internationale des maisons familiales ce qui lui permettra d'effectuer des missions en Afrique et en Amérique latine.

### Élu municipal
Il s'installe en 1987 à Seyssel, commune de Haute-Savoie sur les bords du Rhône, dont il est élu maire en 1989, réélu en 1995 et 2001. Il s'attache particulièrement au développement économique et touristique de sa cité en lui redonnant un rôle de bourg-centre.
En outre, Christian Monteil est président du Syndicat d'électricité de Seyssel, de l'Association des maires de Haute-Savoie de 1995 à 2008 et président de la communauté de communes du Pays de Seyssel.

### Carrière au Conseil général de la Haute-Savoie
Élu en 1991 conseiller général du canton de Seyssel lors d'une élection partielle, il est réélu en 1994, 2001 et 2008. 
À partir de 2001, il devient le 1er vice-président du Conseil général, avec de très importantes délégations de l'agriculture, de l'économie, de l'aménagement du territoire, des transports et du budget, alors que le département de la Haute-Savoie fait construire l'A41 et renforce sa coopération avec Genève.
Il n'est membre d'aucun parti politique, mais préside un groupe d'élus, Haute-Savoie Union (HSU), qui se présente comme hors des appareils politiques Ce groupe d'élus fortement enracinés à droite est majoritaire - à lui seul - au Conseil général. 
En 2001, il est candidat à la présidence contre Ernest Nycollin mais il doit attendre le départ de ce dernier pour être finalement élu le 20 mars 2008.
Il est également président de l’Assemblée des pays de Savoie de 2010 à 2011 et de 2013 à 2016.
Lors des élections départementales de mars 2015, il est élu dans le canton de Saint-Julien-en-Genevois avec sa colistière, la députée Virginie Duby-Muller, en obtenant 75,7 % des voix face à un binôme du Front national. Le 2 avril suivant, il est élu président du Conseil départemental.
Le 3 mars 2017, dans le cadre de l'affaire Fillon, il lâche le candidat LR François Fillon à l'élection présidentielle.

### Vie privée
Il a longtemps joué au Rugby-Club de Saint-Julien-en-Genevois (RCS).